# Fiumi della Serbia

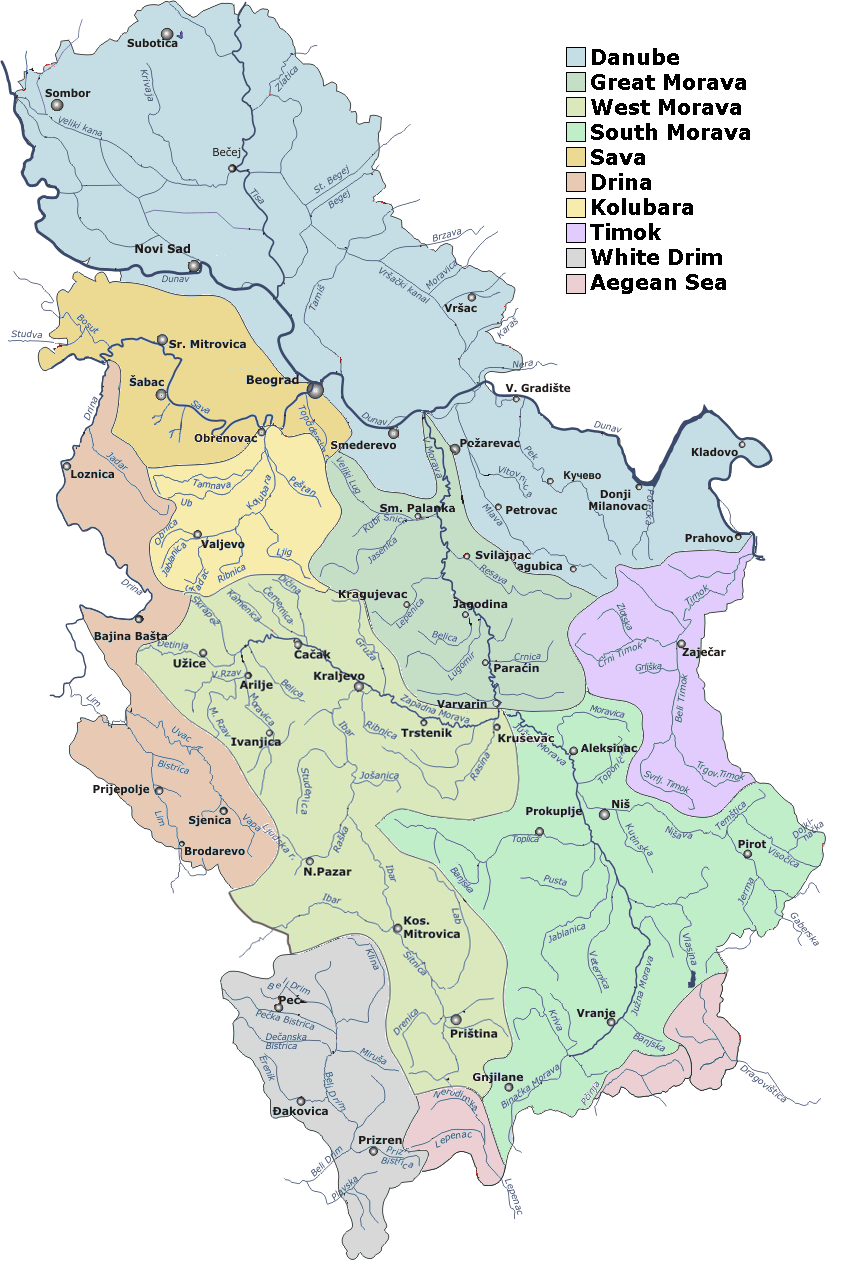
Carta dei bacini dei principali fiumi serbi

I principali fiumi della Serbia sono il Danubio, la Sava e il sistema della Morava. Il Danubio entra in Serbia a Nord, al confine con l'Ungheria, scorre verso sud costituendo per alcuni chilometri la frontiera con la Croazia, bagna le città di Novi Sad, Belgrado e Smederevo, ricevendo le acque di molti affluenti tra cui la Sava e il Tibisco. Procedendo in direzione sud-est segna il confine con la Romania. La Sava entra in Serbia dalla Bosnia ed Erzegovina e sfocia nel Danubio all'altezza di Belgrado. Il Sistema della Morava è formato dalla Binačka Morava che nasce in Macedonia e che, incontrando la Preševska Moravica dà vita alla Morava Meridionale che da Sud a Nord corre nella Serbia Centrale, bagna la città di Vranje e scorre nei pressi di Niš, fino ad incontrare la Morava occidentale che scorre da est ad ovest, bagna le città di Čačak, Kraljevo e Kruševac. La Morava occidentale e la Morava Meridionale, si uniscono dando vita alla Grande Morava che sfocia nel Danubio a nord-est di Smederevo.

## Bacini idrografici
I fiumi della Serbia appartengono a tre bacini idrografici: quello del Mar Nero, quello del Mar Adriatico e quello del Mar Egeo a seconda della destinazione finale delle loro acque.

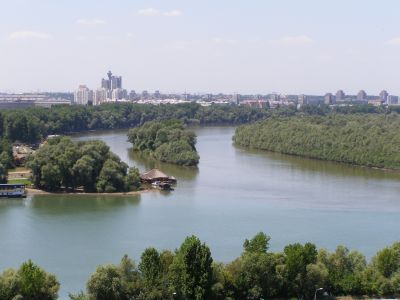
La confluenza della Sava col Danubio

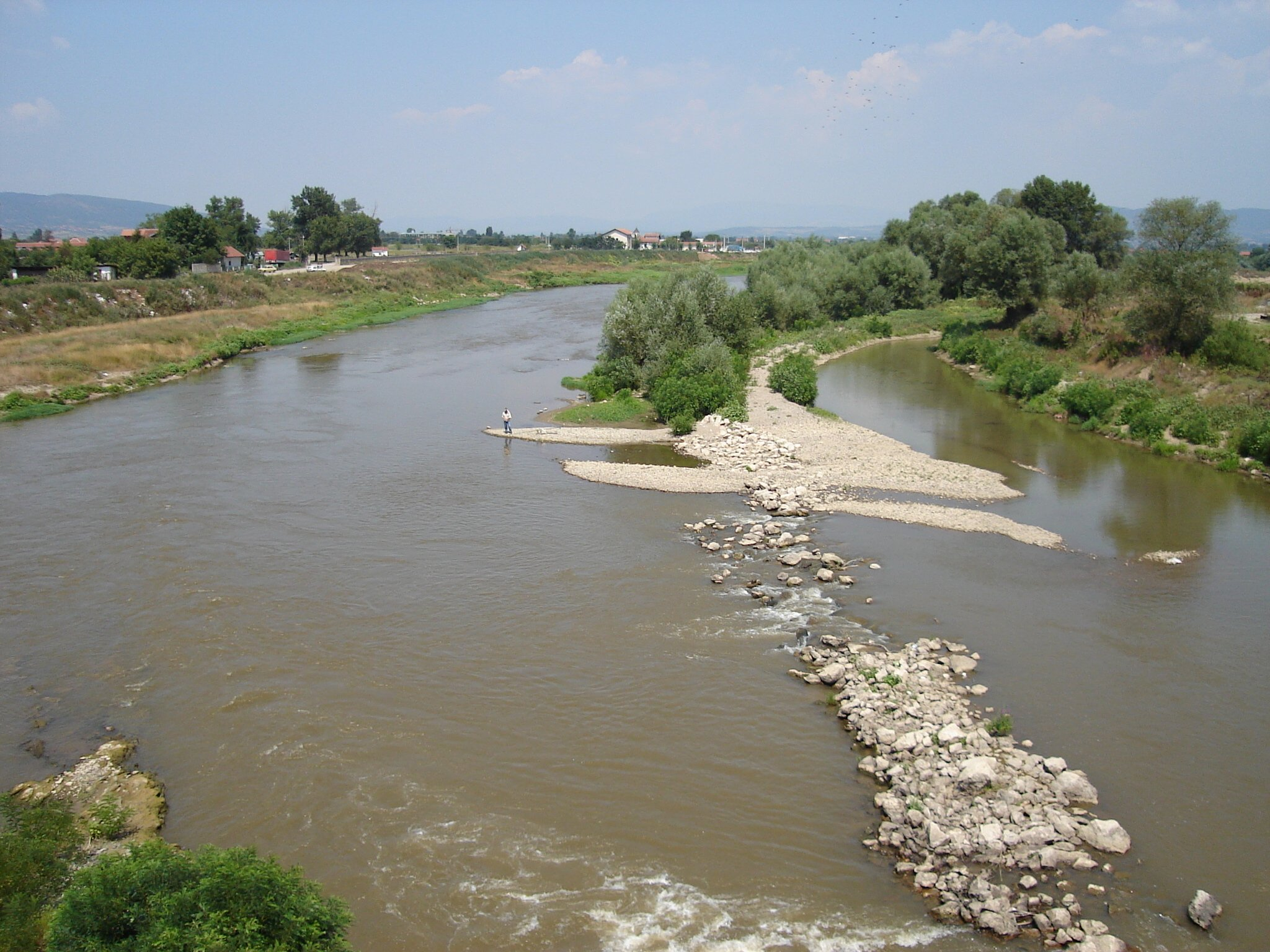
La Morava meridionale

### Mar Nero
Il più vasto bacino idrografico è quello del Mar nero: copre una superficie di 81.261 km², ossia il 92% del territorio della Serbia. Ne fanno parte i maggiori fiumi serbi, come il Tibisco, la Sava, la Grande Morava e la Drina. Le acque dei fiumi del bacino del Mar Nero sono convogliate nel Danubio.

### Mar Adriatico
Il bacino del Mar Adriatico si stende per 4.500 km², ossia il 5% del territorio serbo. Comprende la metà occidentale del Kosovo in cui il fiume che ne convoglia le acque è il Drin; la parte meno estesa del bacino è rappresentata dal corso del fiume Radika e dei suoi affluenti, a Sud della regione di Gora.

### Mar Egeo
Il bacino più piccolo è quello del Mar Egeo, con una superficie di 2.650 km², cioè il 3% del territorio della Serbia. Si trova a Sud presso il confine con la Repubblica di Macedonia e con la Bulgaria. Le acque di questo bacino sono convogliate nel Mar Egeo attraverso i fiumi Lepenac e Pčinja che si gettano nel Vardar in Macedonia, e attraverso la Dragovištica che si getta nella Struma in Bulgaria.

## Maggiori Fiumi
Nella tabella che segue sono riportati i maggiori fiumi serbi con l'indicazione della loro lunghezza totale, dalla sorgente alla foce, compreso il corso di tali fiumi oltre le frontiere serbe.
|     | Fiume                             | Lunghezza (km) | Superficie del Bacino (km²) | Bacino idrografico (mare) | Lunghezza misurata come:                       | Maggiori affluenti (in Serbia) | Province attraversate (in Serbia) | Nazioni attraversate                                                         |
| --- | --------------------------------- | -------------- | --------------------------- | ------------------------- | ---------------------------------------------- | ------------------------------ | --------------------------------- | ---------------------------------------------------------------------------- |
| 1.  | Danubio (Dunav)                   | 2.888          | 817.000                     | Mar Nero                  | Breg-Danubio                                   | Tisa                           | Voivodina, Serbia centrale        | Germania, Austria, Slovacchia, Ungheria, Croazia, Romania, Bulgaria, Ucraina |
| 1.  | Дунав                             | 2.888          | 817.000                     | Mar Nero                  | Breg-Danubio                                   | Tisa                           | Voivodina, Serbia centrale        | Germania, Austria, Slovacchia, Ungheria, Croazia, Romania, Bulgaria, Ucraina |
| 2.  | Tibisco (Tisa)                    | 1.026          | 157.020                     | Mar Nero                  | Mar Nero Tisa-Tisa                             | Begej                          | Voivodina                         | Ucraina, Romania, Ungheria                                                   |
| 2.  | Тиса                              | 1.026          | 157.020                     | Mar Nero                  | Mar Nero Tisa-Tisa                             | Begej                          | Voivodina                         | Ucraina, Romania, Ungheria                                                   |
| 3.  | Sava                              | 990            | 95.719                      | Mar Nero                  | Sava Dolinka-Sava                              | Drina                          | Voivodina, Serbia occidentale     | Slovenia, Croazia, Bosnia ed Erzegovina                                      |
| 3.  | Сава                              | 990            | 95.719                      | Mar Nero                  | Sava Dolinka-Sava                              | Drina                          | Voivodina, Serbia occidentale     | Slovenia, Croazia, Bosnia ed Erzegovina                                      |
| 4.  | Grande Morava (Velika Morava)     | 493            | 35.419                      | Mar Nero                  | Golijska Moravica-Zapadna Morava-Velika Morava | Južna Morava                   | Serbia centrale                   | -                                                                            |
| 4.  | Велика Морава                     | 493            | 35.419                      | Mar Nero                  | Golijska Moravica-Zapadna Morava-Velika Morava | Južna Morava                   | Serbia centrale                   | -                                                                            |
| 5.  | Drina                             | 487            | 19.570                      | Mar Nero                  | Tara-Drina                                     | Lim                            | Serbia centrale                   | Montenegro, Bosnia ed Erzegovina                                             |
| 5.  | Дрина                             | 487            | 19.570                      | Mar Nero                  | Tara-Drina                                     | Lim                            | Serbia centrale                   | Montenegro, Bosnia ed Erzegovina                                             |
| 6.  | Tamiš                             | 359            | 13.085                      | Mar Nero                  | Se stesso                                      | Brzava                         | Voivodina                         | Romania                                                                      |
| 6.  | Тамиш                             | 359            | 13.085                      | Mar Nero                  | Se stesso                                      | Brzava                         | Voivodina                         | Romania                                                                      |
| 7.  | Drin                              | 335            | 11.756                      | Adriatico                 | Drin                                           | Klina                          | Kosovo                            | Albania                                                                      |
| 7.  | Дрим                              | 335            | 11.756                      | Adriatico                 | Drin                                           | Klina                          | Kosovo                            | Albania                                                                      |
| 8.  | Morava meridionale (Južna Morava) | 295            | 15.469                      | Mar Nero                  | Golema-Binačka Morava-Morava meridionale       | Nišava                         | Kosovo, Serbia                    | Macedonia                                                                    |
| 8.  | Јужна Морава                      | 295            | 15.469                      | Mar Nero                  | Golema-Binačka Morava-Morava meridionale       | Nišava                         | Kosovo, Serbia                    | Macedonia                                                                    |
| 9.  | Ibar                              | 276            | 8.059                       | Mar Nero                  | Se stesso                                      | Sitnica                        | Serbia centrale, Kosovo           | Montenegro                                                                   |
| 9.  | Ибар                              | 276            | 8.059                       | Mar Nero                  | Se stesso                                      | Sitnica                        | Serbia centrale, Kosovo           | Montenegro                                                                   |
| 10. | Begej                             | 254            | 2.878                       | Mar Nero                  | Se stesso                                      | Novi Begej                     | Voivodina                         | Romania                                                                      |
| 10. | Бегеј                             | 254            | 2.878                       | Mar Nero                  | Se stesso                                      | Novi Begej                     | Voivodina                         | Romania                                                                      |
| 11. | Lim                               | 220            | 5.963                       | Mar Nero                  | Vrmoša-Luča-Lago Plav-Lim                      | Uvac                           | Serbia centrale                   | Montenegro, Albania, Bosnia ed Erzegovina                                    |
| 11. | Лим                               | 220            | 5.963                       | Mar Nero                  | Vrmoša-Luča-Lago Plav-Lim                      | Uvac                           | Serbia centrale                   | Montenegro, Albania, Bosnia ed Erzegovina                                    |
| 12. | Nišava                            | 218            | 3.950                       | Mar Nero                  | Se stesso                                      | Temštica                       | Serbia centrale                   | Bulgaria                                                                     |
| 12. | Нишава                            | 218            | 3.950                       | Mar Nero                  | Se stesso                                      | Temštica                       | Serbia centrale                   | Bulgaria                                                                     |
| 13. | Timok                             | 203            | 4.630                       | Mar Nero                  | Svrljiški Timok-Beli Timok-Timok               | Crni Timok                     | Serbia centrale                   | Bulgaria                                                                     |
| 13. | Тимок                             | 203            | 4.630                       | Mar Nero                  | Svrljiški Timok-Beli Timok-Timok               | Crni Timok                     | Serbia centrale                   | Bulgaria                                                                     |
| 14. | Bosut                             | 186            | 3.097                       | Mar Nero                  | Biđ-Bosut                                      | Studva                         | Voivodina                         | Croazia                                                                      |
| 14. | Босут                             | 186            | 3.097                       | Mar Nero                  | Biđ-Bosut                                      | Studva                         | Voivodina                         | Croazia                                                                      |
| 15. | Brzava                            | 166            | 1.190                       | Mar Nero                  | Se stesso                                      | Torrenti minori                | Voivodina                         | Romania                                                                      |
| 15. | Брзава                            | 166            | 1.190                       | Mar Nero                  | Se stesso                                      | Torrenti minori                | Voivodina                         | Romania                                                                      |
| 16. | Mlava                             | 158            | 1.830                       | Mar Nero                  | Tisnica-Mlava                                  | Vitovnica                      | Serbia centrale                   | -                                                                            |
| 16. | Млава                             | 158            | 1.830                       | Mar Nero                  | Tisnica-Mlava                                  | Vitovnica                      | Serbia centrale                   | -                                                                            |
| 17. | Toplica                           | 130            | 2.600                       | Mar Nero                  | Duboka-Toplica                                 | Kosanica                       | Serbia centrale                   | -                                                                            |
| 17. | Топлица                           | 130            | 2.600                       | Mar Nero                  | Duboka-Toplica                                 | Kosanica                       | Serbia centrale                   | -                                                                            |
| 18. | Pek                               | 129            | 1.236                       | Mar Nero                  | Lipa-Pek                                       | Jagnjilo                       | Serbia centrale                   | -                                                                            |
| 18. | Пек                               | 129            | 1.236                       | Mar Nero                  | Lipa-Pek                                       | Jagnjilo                       | Serbia centrale                   | -                                                                            |
| 19. | Plazović                          | 129            | Sconosciuto                 | Mar Nero                  | Se stesso                                      | Torrenti minori                | Voivodina                         | Ungheria                                                                     |
| 19. | Плазовић                          | 129            | Sconosciuto                 | Mar Nero                  | Se stesso                                      | Torrenti minori                | Voivodina                         | Ungheria                                                                     |
| 20. | Pčinja                            | 128            | 3.140                       | Egeo                      | Se stesso                                      | Torrenti minori                | Serbia centrale                   | Macedonia                                                                    |
| 20. | Пчиња                             | 128            | 3.140                       | Egeo                      | Se stesso                                      | Torrenti minori                | Serbia centrale                   | Macedonia                                                                    |
| 21. | Nera                              | 124            | 1.420                       | Mar Nero                  | Se stesso                                      | Torrenti minori                | Voivodina                         | Romania                                                                      |
| 21. | Нера                              | 124            | 1.420                       | Mar Nero                  | Se stesso                                      | Torrenti minori                | Voivodina                         | Romania                                                                      |
| 22. | Kolubara                          | 123            | 3.639                       | Mar Nero                  | Obnica-Kolubara                                | Tamnava                        | Serbia centrale                   | -                                                                            |
| 22. | Колубара                          | 123            | 3.639                       | Mar Nero                  | Obnica-Kolubara                                | Tamnava                        | Serbia centrale                   | -                                                                            |
| 23. | Uvac                              | 119            | 1.310                       | Mar Nero                  | Rasanska reka-Vapa-Uvac                        | Tisnica                        | Serbia centrale                   | Bosnia ed Erzegovina                                                         |
| 23. | Увац                              | 119            | 1.310                       | Mar Nero                  | Rasanska reka-Vapa-Uvac                        | Tisnica                        | Serbia centrale                   | Bosnia ed Erzegovina                                                         |
| 24. | Zlatica                           | 117            | 1.470                       | Mar Nero                  | Se stesso                                      | Torrenti minori                | Voivodina                         | Romania                                                                      |
| 24. | Златица                           | 117            | 1.470                       | Mar Nero                  | Se stesso                                      | Torrenti minori                | Voivodina                         | Romania                                                                      |
| 25. | Karaš                             | 110            | 1.400                       | Mar Nero                  | Se stesso                                      | Ilidija                        | Voivodina                         | Romania                                                                      |
| 25. | Караш                             | 110            | 1.400                       | Mar Nero                  | Se stesso                                      | Ilidija                        | Voivodina                         | Romania                                                                      |
| 26. | Krivaja                           | 109            | 956                         | Mar Nero                  | Se stesso                                      | Torrenti minori                | Voivodina                         | -                                                                            |
| 26. | Криваја                           | 109            | 956                         | Mar Nero                  | Se stesso                                      | Torrenti minori                | Voivodina                         | -                                                                            |
| 27. | Čik                               | 95             | 481                         | Mar Nero                  | Se stesso                                      | -                              | Voivodina                         | -                                                                            |
| 27. | Чик                               | 95             | 481                         | Mar Nero                  | Se stesso                                      | -                              | Voivodina                         | -                                                                            |
| 28. | Rasina                            | 92             | 994                         | Mar Nero                  | Se stesso                                      | Torrenti minori                | Serbia centrale                   | -                                                                            |
| 28. | Расина                            | 92             | 994                         | Mar Nero                  | Se stesso                                      | Torrenti minori                | Serbia centrale                   | -                                                                            |
| 29. | Sitnica                           | 90             | 3.129                       | Mar Nero                  | Se stesso                                      | Lab                            | Kosovo                            | -                                                                            |
| 29. | Ситница                           | 90             | 3.129                       | Mar Nero                  | Se stesso                                      | Lab                            | Kosovo                            | -                                                                            |
| 30. | Tamnava                           | 90             | 930                         | Mar Nero                  | Se stesso                                      | Ub                             | Serbia centrale                   | -                                                                            |
| 30. | Тамнава                           | 90             | 930                         | Mar Nero                  | Se stesso                                      | Ub                             | Serbia centrale                   | -                                                                            |
| 31. | Temštica                          | 86             | 820                         | Mar Nero                  | Visočica-Temštica                              | Dojkinička reka                | Serbia centrale                   | Bulgaria                                                                     |
| 31. | Темштица                          | 86             | 820                         | Mar Nero                  | Visočica-Temštica                              | Dojkinička reka                | Serbia centrale                   | Bulgaria                                                                     |
| 32. | Jablanica                         | 85             | 895                         | Mar Nero                  | Se stesso                                      | Čokotinska reka                | Serbia centrale                   | -                                                                            |
| 32. | Јабланица                         | 85             | 895                         | Mar Nero                  | Se stesso                                      | Čokotinska reka                | Serbia centrale                   | -                                                                            |
| 33. | Crni Timok                        | 84             | 1.003                       | Mar Nero                  | Se stesso                                      | Zlotska reka                   | Serbia centrale                   | -                                                                            |
| 33. | Црни Тимок                        | 84             | 1.003                       | Mar Nero                  | Se stesso                                      | Zlotska reka                   | Serbia centrale                   | -                                                                            |
| 34. | Nadela                            | 81             | Sconosciuto                 | Mar Nero                  | Se stesso                                      | Torrenti minori                | Voivodina                         | -                                                                            |
| 34. | Надела                            | 81             | Sconosciuto                 | Mar Nero                  | Se stesso                                      | Torrenti minori                | Voivodina                         | -                                                                            |
| 35. | Jasenica                          | 79             | 1.343                       | Mar Nero                  | Se stesso                                      | Kubršnica                      | Serbia centrale                   | -                                                                            |
| 35. | Јасеница                          | 79             | 1.343                       | Mar Nero                  | Se stesso                                      | Kubršnica                      | Serbia centrale                   | -                                                                            |
| 36. | Jadar                             | 79             | 894                         | Mar Nero                  | Se stesso                                      | Rakovica                       | Serbia centrale                   | -                                                                            |
| 36. | Јадар                             | 79             | 894                         | Mar Nero                  | Se stesso                                      | Rakovica                       | Serbia centrale                   | -                                                                            |
| 37. | Gruža                             | 77             | 622                         | Mar Nero                  | Se stesso                                      | Kotlenjača                     | Serbia centrale                   | -                                                                            |
| 37. | Гружа                             | 77             | 622                         | Mar Nero                  | Se stesso                                      | Kotlenjača                     | Serbia centrale                   | -                                                                            |
| 38. | Lepenac                           | 75             | 770                         | Egeo                      | Se stesso                                      | Nerodimka                      | Kosovo                            | Macedonia                                                                    |
| 38. | Лепенац                           | 75             | 770                         | Egeo                      | Se stesso                                      | Nerodimka                      | Kosovo                            | Macedonia                                                                    |
| 39. | Đetinja                           | 75             | 1.486                       | Mar Nero                  | Se stesso                                      | Skrapež                        | Serbia centrale                   | -                                                                            |
| 39. | Ђетиња                            | 75             | 1.486                       | Mar Nero                  | Se stesso                                      | Skrapež                        | Serbia centrale                   | -                                                                            |
| 40. | Veternica                         | 75             | 515                         | Mar Nero                  | Se stesso                                      | Sušica                         | Serbia centrale                   | -                                                                            |
| 40. | Ветерница                         | 75             | 515                         | Mar Nero                  | Se stesso                                      | Sušica                         | Serbia centrale                   | -                                                                            |
| 41. | Jerma                             | 74             | Sconosciuto                 | Mar Nero                  | Se stesso                                      | Zvonačka reka                  | Serbia centrale                   | Bulgaria                                                                     |
| 41. | Јерма                             | 74             | Sconosciuto                 | Mar Nero                  | Se stesso                                      | Zvonačka reka                  | Serbia centrale                   | Bulgaria                                                                     |
| 42. | Lab                               | 72             | 950                         | Mar Nero                  | Se stesso                                      | Kačandolska reka               | Kosovo                            | -                                                                            |
| 42. | Лаб                               | 72             | 950                         | Mar Nero                  | Se stesso                                      | Kačandolska reka               | Kosovo                            | -                                                                            |
| 43. | Rzav (Zlatibor)                   | 72             | 605                         | Mar Nero                  | CrniRzav-Rzav                                  | Beli Rzav                      | Serbia centrale                   | Bosnia ed Erzegovina                                                         |
| 43. | Рзав                              | 72             | 605                         | Mar Nero                  | CrniRzav-Rzav                                  | Beli Rzav                      | Serbia centrale                   | Bosnia ed Erzegovina                                                         |
| 44. | Pusta reka                        | 71             | 569                         | Mar Nero                  | Golema-Pusta reka                              | Torrenti minori                | Serbia centrale                   | -                                                                            |
| 44. | Пуста река                        | 71             | 569                         | Mar Nero                  | Golema-Pusta reka                              | Torrenti minori                | Serbia centrale                   | -                                                                            |
| 45. | Mostonga                          | 70             | Sconosciuto                 | Mar Nero                  | Se stesso                                      | -                              | Voivodina                         | -                                                                            |
| 45. | Мостонга                          | 70             | Sconosciuto                 | Mar Nero                  | Se stesso                                      | -                              | Voivodina                         | -                                                                            |
| 46. | Kereš                             | 70             | Sconosciuto                 | Mar Nero                  | Se stesso                                      | -                              | Serbia centrale                   | Ungheria                                                                     |
| 46. | Кереш                             | 70             | Sconosciuto                 | Mar Nero                  | Se stesso                                      | -                              | Serbia centrale                   | Ungheria                                                                     |
| 47. | Radika                            | 70             | 665                         | Adriatico                 | Crni Kamen-Ćafa Kadis-Radika                   | Torrenti minori                | Serbia centrale                   | Macedonia                                                                    |
| 47. | Радика                            | 70             | 665                         | Adriatico                 | Crni Kamen-Ćafa Kadis-Radika                   | Torrenti minori                | Serbia centrale                   | Macedonia                                                                    |
| 48. | Vlasina                           | 68             | 1.050                       | Mar Nero                  | Se stesso                                      | Lužnica                        | Serbia centrale                   | -                                                                            |
| 48. | Власина                           | 68             | 1.050                       | Mar Nero                  | Se stesso                                      | Lužnica                        | Serbia centrale                   | -                                                                            |
| 49. | Resava                            | 65             | 685                         | Mar Nero                  | Se stesso                                      | rowspan=2\| -                  | Serbia centrale                   | -                                                                            |
| 49. | Ресава                            | 65             | 685                         | Mar Nero                  | Se stesso                                      | rowspan=2\| -                  | Serbia centrale                   | -                                                                            |
| 50. | Jegrička                          | 65             | Sconosciuto                 | Mar Nero                  | Se stesso                                      | -                              | Voivodina                         | -                                                                            |
| 50. | Јегричка                          | 65             | Sconosciuto                 | Mar Nero                  | Se stesso                                      | -                              | Voivodina                         | -                                                                            |
| 51. | Dragovištica                      | 63             | Sconosciuto                 | Egeo                      | Mutnica-Božička reka-Dragovištica              | Ljubatska reka                 | Serbia centrale                   | Bulgaria                                                                     |
| 51. | Драговиштица                      | 63             | Sconosciuto                 | Egeo                      | Mutnica-Božička reka-Dragovištica              | Ljubatska reka                 | Serbia centrale                   | Bulgaria                                                                     |
| 52. | Pećka Bistrica                    | 62             | 505                         | Adriatico                 | Se stesso                                      | Torrenti minori                | Kosovo                            | Montenegro                                                                   |
| 52. | Пећка Бистрица                    | 62             | 505                         | Adriatico                 | Se stesso                                      | Torrenti minori                | Kosovo                            | Montenegro                                                                   |
| 53. | Klina                             | 62             | 393                         | Adriatico                 | Se stesso                                      | Move                           | Kosovo                            | -                                                                            |
| 53. | Клина                             | 62             | 393                         | Adriatico                 | Se stesso                                      | Move                           | Kosovo                            | -                                                                            |
| 54. | Golija Rzav                       | 61             | 575                         | Mar Nero                  | Veliki Rzav                                    | Mali Rzav                      | Serbia centrale                   | -                                                                            |
| 54. | Рзав                              | 61             | 575                         | Mar Nero                  | Veliki Rzav                                    | Mali Rzav                      | Serbia centrale                   | -                                                                            |
| 55. | Studenica                         | 60             | 582                         | Mar Nero                  | Crna reka-Studenica                            | Brusnička reka                 | Serbia centrale                   | -                                                                            |
| 55. | Студеница                         | 60             | 582                         | Mar Nero                  | Crna reka-Studenica                            | Brusnička reka                 | Serbia centrale                   | -                                                                            |
| 56. | Raška                             | 60             | 1.193                       | Mar Nero                  | Se stesso                                      | Deževska reka                  | Serbia centrale                   | -                                                                            |
| 56. | Рашка                             | 60             | 1.193                       | Mar Nero                  | Se stesso                                      | Deževska reka                  | Serbia centrale                   | -                                                                            |
| 57. | Sokobanjska Moravica              | 58             | 606                         | Mar Nero                  | Se stesso                                      | Torrenti minori                | Serbia centrale                   | -                                                                            |
| 57. | Сокобањска Моравица               | 58             | 606                         | Mar Nero                  | Se stesso                                      | Torrenti minori                | Serbia centrale                   | -                                                                            |
| 58. | Ub                                | 57             | 274                         | Mar Nero                  | Se stesso                                      | Torrenti minori                | Serbia centrale                   | -                                                                            |
| 58. | Уб                                | 57             | 274                         | Mar Nero                  | Se stesso                                      | Torrenti minori                | Serbia centrale                   | -                                                                            |
| 59. | Lugomir                           | 57             | 447                         | Mar Nero                  | Dulenska reka-Lugomir                          | Županjevačka reka              | Serbia centrale                   | -                                                                            |
| 59. | Лугомир                           | 57             | 447                         | Mar Nero                  | Dulenska reka-Lugomir                          | Županjevačka reka              | Serbia centrale                   | -                                                                            |
| 60. | Jerez                             | 56             | 503                         | Mar Nero                  | Se stesso                                      | Torrenti minori                | Serbia centrale                   | -                                                                            |
| 60. | Јерез                             | 56             | 503                         | Mar Nero                  | Se stesso                                      | Torrenti minori                | Serbia centrale                   | -                                                                            |
| 61. | Jasenička reka                    | 55             | Sconosciuto                 | Mar Nero                  | Vrelska reka-Jasenička reka                    | Torrenti minori                | Serbia centrale                   | -                                                                            |
| 61. | Јасеничка река                    | 55             | Sconosciuto                 | Mar Nero                  | Vrelska reka-Jasenička reka                    | Torrenti minori                | Serbia centrale                   | -                                                                            |
| 62. | Dečanska Bistrica                 | 53             | 300                         | Adriatico                 | Kožnjarska Bistrica-Dečanska Bistrica          | Kožnjarska Bistrica            | Kosovo                            | -                                                                            |
| 62. | Дечанска Бистрица                 | 53             | 300                         | Adriatico                 | Kožnjarska Bistrica-Dečanska Bistrica          | Kožnjarska Bistrica            | Kosovo                            | -                                                                            |
| 63. | Jarčina                           | 53             | Sconosciuto                 | Mar Nero                  | Međeš-Progarska Jarčina                        | Torrenti minori                | Voivodina, Serbia                 | -                                                                            |
| 63. | Јарчина                           | 53             | Sconosciuto                 | Mar Nero                  | Međeš-Progarska Jarčina                        | Torrenti minori                | Voivodina, Serbia                 | -                                                                            |
| 64. | Budovar                           | 52             | Sconosciuto                 | Mar Nero                  | Patka-Budovar                                  | Torrenti minori                | Voivodina                         | -                                                                            |
| 64. | Будовар                           | 52             | Sconosciuto                 | Mar Nero                  | Patka-Budovar                                  | Torrenti minori                | Voivodina                         | -                                                                            |
| 65. | Drenica                           | 51             | 447                         | Mar Nero                  | Se stesso                                      | Vrbovačka reka                 | Kosovo                            | -                                                                            |
| 65. | Дреница                           | 51             | 447                         | Mar Nero                  | Se stesso                                      | Vrbovačka reka                 | Kosovo                            | -                                                                            |
| 66. | Ralja                             | 51             | 310                         | Mar Nero                  | Se stesso                                      | Torrenti minori                | Serbia centrale                   | -                                                                            |
| 66. | Раља                              | 51             | 310                         | Mar Nero                  | Se stesso                                      | Torrenti minori                | Serbia centrale                   | -                                                                            |
| 67. | Erenik                            | 51             | 516                         | Adriatico                 | Se stesso                                      | Loćanska Bistrica              | Kosovo                            | -                                                                            |
| 67. | Ереник                            | 51             | 516                         | Adriatico                 | Se stesso                                      | Loćanska Bistrica              | Kosovo                            | -                                                                            |
| 68. | Porečka reka                      | 50             | 538                         | Mar Nero                  | Šaška-Porečka reka                             | Crnajka                        | Serbia centrale                   | -                                                                            |
| 68. | Поречка река                      | 50             | 538                         | Mar Nero                  | Šaška-Porečka reka                             | Crnajka                        | Serbia centrale                   | -                                                                            |
| 69. | Trgoviški Timok                   | 50             | 520                         | Mar Nero                  | Strma reka-Trgoviški Timok                     | Žukovska reka                  | Serbia centrale                   | -                                                                            |
| 69. | Трговишки Тимок                   | 50             | 520                         | Mar Nero                  | Strma reka-Trgoviški Timok                     | Žukovska reka                  | Serbia centrale                   | -                                                                            |

## Maggiori tratti di fiume
Alcuni tratti di fiume hanno assunto, nel corso della storia, nomi diversi rispetto alla denominazione generale del fiume di cui fanno parte. Nella tabella che segue sono riportati i maggiori di questi segmenti fluviali con la loro lunghezza che è, comunque, ricompresa, nella tabella precedente, nel fiume cui si riferiscono.
|    | Fiume                               | Lunghezza (km) | Area del bacino (km²) | Bacino idrografico (mare) | Lunghezza misurata come:             | Maggiori affluenti | Province in Serbia | Confluisce nel(la):                |
| 1. | Morava Occidentale (Zapadna Morava) | 308            | 15.849                | Black                     | Golijska Moravica-Morava Occidentale | Ibar               | Serbia Centrale    | Grande Morava                      |
| 1. | Западна Морава                      | 308            | 15.849                | Black                     | Golijska Moravica-Morava Occidentale | Ibar               | Serbia Centrale    | Grande Morava                      |
| 2. | Beli Drin                           | 175            | 4.300                 | Adriatico                 | Se stesso                            | Klina              | Kosovo             | Drin                               |
| 2. | Бели Дрим                           | 175            | 4.300                 | Adriatico                 | Se stesso                            | Klina              | Kosovo             | Drin                               |
| 3. | Beli Timok                          | 115            | 2.167                 | Mar Nero                  | Svrljiški Timok-Beli Timok           | Trgoviški Timok    | Serbia centrale    | Timok                              |
| 3. | Бели Тимок                          | 115            | 2.167                 | Mar Nero                  | Svrljiški Timok-Beli Timok           | Trgoviški Timok    | Serbia centrale    | Timok                              |
| 4. | Golijska Moravica                   | 98             | 1.486                 | Mar Nero                  | Se stesso                            | Ðetinja            | Serbia centrale    | Morava occidentale e Grande Morava |
| 4. | Голијска Моравица                   | 98             | 1.486                 | Mar Nero                  | Se stesso                            | Ðetinja            | Serbia centrale    | Morava occidentale e Grande Morava |
| 5. | Visočica                            | 71             | Sconosciuto           | Mar Nero                  | Se stesso                            | Dojkinička reka    | Serbia centrale    | Temštica                           |
| 5. | Височица                            | 71             | Sconosciuto           | Mar Nero                  | Se stesso                            | Dojkinička reka    | Serbia centrale    | Temštica                           |
| 6. | Svrljiški Timok                     | 64             | 720                   | Mar Nero                  | Se stesso                            | Torrenti minori    | Serbia centrale    | Beli Timok e Timok                 |
| 6. | Сврљишки Тимок                      | 64             | 720                   | Mar Nero                  | Se stesso                            | Torrenti minori    | Serbia centrale    | Beli Timok e Timok                 |

## Fiumi più corti di 50 km
Questi sono alcuni dei fiumi serbi che hanno una lunghezza inferiore a 50 km.
| - Lepenica, 48 km - Skrapež, 48 km - Galovica, 47 km - Kalenićka reka, 45 km - Pepeljuša, 45 - Rača, 44 km - Toponička reka, 43 km - Čemernica, 43 km - Kubršnica, 42 km - Jezava, 42 km - Nerodimka, 41 km - Tegošnica, 41 km - Zamna, 41 km - Belica, 40 km - Kutinska reka, 40 km - Lužnica (Vlasina), 39 km - Kosanica, 38 km - Dobrava, 38 km - Studva, 37 km - Turija (Kolubara), 36 km - Prizrenska Bistrica, 35 km - Dičina, 35 km - Kriva reka, 35 km - Ljuboviđa, 34 km - Zasavica, 34 km - Kudoš, 34 km - Kamenica (Morava Occidentale), 34 km - Poblačnica-Ustibarska, 34 km - Barbatovačka reka, 34 km - Rupska-Kozarska reka, 34 km - Peštan, 33 km - Bela reka (Mačva), 33 km | - Resavčina, 32 km - Kačer, 32 km - Jovanovačka reka, 31 km - Ljig, 31 km - Bitva, 31 km - Vizelj, 31 km - Petrovačka reka, 31 km - Topčiderska reka, 30 km - Crnica, 30 km - Miruša, 30 km - Plavska reka, 30 km - Likodra, 30 km - Gračanica, 30 km - Gradac, 30 km - Konjska reka, 30 km - Turija (Morava Meridionale), 30 km - Zlotska reka, 30 km - Gračanica, 30 km - Trnovačka reka, 30 km - Guzajna, 29 km - Osanica, 29 km - Vrla, 28 km - Slatinska reka, 28 km - Ribnica (Kolubara), 28 km - Vrla, 28 km - Velika-Slatinska reka, 28 km - Lešnica, 28 km - Veliki Begej, 27 km - Resavica (Resava)\|Resavica, 27 km - Preševska Moravica, 27 km - Rogačica, 27 km - Vukodraž, 27 km | - Grza, 26 km - Ravanica, 26 km - Sibnica, 26 km - Šelovrnac, 25 km - Jošanica, 25 km - Dojkinička reka, 25 km - Lužnica (Skrapež), 25 km - Čikas, 24 km - Radovanska reka, 24 km - Jablanica (Valjevo), 24 km - Despotovica, 24 km - Ribnica (Ibar), 23 km - Crnajka, 22 km - Deževka, 22 km - Cernica, 22 km - Vratna, 22 km - Jelašnica (Morava Meridionale), 21 km - Borovštica, 20 km - Vranj, 20 km - Mileševka, 20 km - Bistrica-Boroštica, 20 km - Sutjeska, 20 km - Blatašnica, 18 km - Vučjanka, 18 km - Keveriš, 17 km - Gradska reka, 17 km - Krivaja (Syrmia), 16 km - Ponjavica, 16 km - Ostružnička reka, 15 km - Ljukovo, 14 km - Bolečica, 12 km - Rakovički potok, 8,5 km |